# Valle Vermenagna
Valle Vermenagna – dolina znajduje się na terytorium społeczności górskiej, w Alpach Nadmorskich na zachodzie i w Alpach Liguryjskich na wschodzie. Valle Vermenagna leży we włoskim regionie Piemont, w prowincji Cuneo.

## Położenie
Długość doliny wynosi około 20 kilometrów od przełęczy Tende. Jest to ważne przejście pomiędzy Francją i Włochami. Wyjście z Valle Vermenagna prowadzi do Niziny Padańskiej, w Roccavione.